# Santa Rosa de Lima (Bolívar)
Santa Rosa de Lima, es un municipio de Colombia, ubicado al norte del país, en el departamento de Bolívar. Se sitúa a 24 km de la capital departamental, Cartagena de Indias. La población fue fundada el 3 de julio de 1730

## Historia
Al Hablar de la historia del municipio de Santa Rosa, es menester hacer referencia al periodo indígena, ya que ellos fueron los primeros que habitaron nuestro territorio. En el libro, Cátedra de Santa Rosa de Lima, Bolívar, dicen que estos en un principio eran nómadas y vivían de la recolección de frutas, plantas y de la cacería. Sus herramientas de trabajo eran de palos, barro y piedra.
Factores como la abundancia de los recursos alimenticios y las buenas condiciones climáticas, y la fertilidad de nuestro terreno, pudieron influir en que estos indígenas pasaran de ser nómadas a ser sedentarios dedicándose especialmente a la agricultura. “años más tarde, por los buenos resultados de la agricultura, en vez de estar desplazándose de una región a otra, algunos grupos indígenas decidieron radicarse en una sola región, cultivando y desarrollando la cerámica y la artesanía.” [1]
Uno de esos grupos indígenas que se radicaron en esta zona, y quien inició la conformación de lo que es hoy nuestro municipio, estuvo liderado por el Cacique Alipaya, en el año de 1735, (año en el que se considera fue fundada santa Rosa, un 3 de julio). En el libro “Historia Del Municipio De Santa Rosa De Lima Norte De Bolívar” del año de 1986, escrito por el profesor Alfonso Herrera, afirma que: “Ya en el año de 1770 y por encargo especial que le concediera el Gobernador de Cartagena de ese entonces, Don Juan Torrelsa, el cacique Alipaya tomó las riendas del poblado como jefe único, y les dio a sus moradores, tierras en partes iguales para que las poseyeran en comunidad, cultivasen y vivieran en sociedad civil”. En estos, sus inicios, el poblado fue conocido con el nombre de Santa Rosa de Alipaya.
Además afirma: “El reparto de tierra a través de los años y el desarrollo que adquirió el otorgamiento de tierras en Bolívar durante la colonia, se registra en la ordenanza llamada de Antonio González que abarca desde el año 1589 hasta 1631… Desde el año de 1900, los Santa roseros, eran dueños absolutos de las diferentes parcelas aledañas, la cual colonizaron desde tiempos atrás sus antepasados.”
Establecidos entonces como Sociedad Civil y propietarios del terreno, sus casas eran construidas “con bareque, con techos de palma y caña de lata, embarradas con moringa de vaca y una mezcla de cenizas con arena,”   según lo describe el profesor Mauricio Castro (El Mau) en uno de sus textos. Se dedicaban a la agricultura especialmente. Para el año de 1748, la población tomó el nombre de santa rosa de Uveros, debido a su gran vegetación, ya que tenía gran cantidad de árboles de esta especie.
Santa Rosa se halla rodeada por dos arroyos, el de “Tabacal” y “Betancourt”, los cuales en épocas de inviernos hacían inundable a la población, y se convertían en foco de enfermedades. Los habitantes durante las lluvias se veían obligados a trasladarse al sitio donde actualmente está ubicada la iglesia municipal.
En la actualidad el Arroyo que más hace daño y que cruza por la cabecera municipal es el arroyo Hormiga. En este, cuenta nuestra memoria histórica oral, narrada por los abuelos; en una ocasión encontraron la figura de una virgen; fue identificada como Santa Rosa de Lima; imagen del vecino país de Perú. La tomaron y la llevaron a la iglesia principal del municipio, pero al día siguiente, y sin saber cómo, ella regresó al lugar donde la encontraron. Desde entonces y hasta hoy permanece un altar de la virgen Santa Rosa de Lima al lado del arroyo Hormiga.
Después de esto, a la población llegaron unos misioneros de la orden religiosa de Santa Rosa de Lima, los pobladores del municipio maravillados con la divinidad de la figura, comenzaron a venerarla. Al poco tiempo fue declarada la patrona del municipio.
Su fiesta se celebra el 30 de agosto de cada año, además de las fiestas de corralejas en honor a la santa. Desde entonces, y extraoficialmente, el municipio pasó de ser Santa Rosa de Alipaya y de Uvero, a ser conocido también como Santa Rosa de Lima. En ocasiones se le denomina Santa Rosa del Norte, para diferenciarlo del municipio de Santa Rosa del Sur.

## Geografía
El municipio de Santa Rosa, está ubicado al norte del departamento de Bolívar, se sitúa a unos 24 km de la capital departamental [1] , Cartagena de Indias, Colombia, y tiene una superficie de 154 km².  Limita al norte con el municipio de Clemencia, al sur con el municipio de Turbaco, al este con Villa Nueva, y al oeste limita con la ciudad de Cartagena de Indias. Según el libro escrito por el profesor Herrera, en los datos de Almirantazgo Inglés; el municipio está ubicado a 75° 32’ 25” (setenta y cinco grados, treinta y dos minutos, veinticinco segundos) del meridiano de Greenwich y a los 10° 25’ 30” (Diez grados, veinticinco minutos, treinta segundos) de la latitud norte. Además afirma que está a 32 metros sobre el nivel del mar. (Herrera, 1986) [2] .

## Ecología
La vegetación natural se encuentra reducida debido a la extensión de las actividades productivas, como la agricultura y la ganadería, observándose solo al norte algunos rastrojos y relictos de vegetación original que conserva gran diversidad de flora y fauna silvestre.
Con relación a la biodiversidad vegetal en las veredas de Paralelo 38, Tabacal, Entra si Quieres, Chiricoco, Frente Civil, Polo Viejo y Paiva-Mamonal se presenta abundante vegetación conformada por exuberantes árboles frutales que constituyen el potencial agrícola de la región.
Cabe señalar que al nor-oriente se encuentran algunos relictos de bosques secundario que sirven de biotopos o nichos de algunas especies de avifauna, así como de algunos animales de la fauna terrestre, son importantes los bosques de galería del arroyo Tabacal, Hormiga y Betancourt. Asociados a este sistema encontramos al norte en el sector del laberinto el volcán de lodo de Buri-Buri (03-000-0050 y 0059), con una pequeña área de bosque que hace parte de una reserva ecológica, histórica y cultural del Municipio de Santa Rosa.
Con referencia a la hidrografía, de este ecosistema forman parte, arroyos como el Hormiga y sus afluentes (A. León, A. Olivo, A. Maretira, A. Abdala, principalmente), el arroyo Tabacal y sus afluentes (A. Palenque, A. Arenas, A. Betancourt, y el arroyo Chiricoco. Las cuencas de estos arroyos se caracterizan por presentar una aguda deforestación, originadas por factores desestabilizadores del suelo como la tala, la rocería y la quema, lo que contribuye a deslizamientos e inundaciones en el Municipio, por la poca capacidad de retención de humedad en los suelos al quedar la superficie expuesta a lluvias torrenciales. Es importante señalar que en la zona rural existen acuíferos artificiales que satisfacen parcialmente la demanda de agua para las actividades agropecuarias de los predios en donde se ubican.
Los arroyos Municipales conforman una red de micro-cuencas con descargue natural hacia el occidente del Municipio, específicamente hacia la ciénaga de La Virgen en el Municipio de Cartagena.
En términos generales el ecosistema se encuentra degradado por la creciente expansión de la frontera agropecuaria, pues esta zona está atrayendo, especialmente ganaderías de otras regiones por su relativa seguridad y cercanía con la ciudad capital de Cartagena, lo que está obligando a que los parceleros vendan sus tierras, desplazando además a productores sin tierras a zonas marginales del municipio en donde intervienen las pequeñas zonas de bosque que aún quedan, influyendo en el consecuente deterioro del ambiente natural y humano, por la escasa producción de alimentos.

## Economía
Como se refirió en la historia del municipio, gracias a la fertilidad del terreno, santa rosa y sus pobladores se dedicaron especialmente a la agricultura. “la producción agrícola,   se daba en todos los renglones de la economía, ya que en los años sucesivos de 1910, existían grandes extensiones de tierras sembradas de millo y arroz, eran prácticamente la economía básica, además del maíz, el plátano y el tomate.
El plátano tuvo su gran incidencia en la economía regional, por cuanto en los años sucesivos a 1930 existían grandes extensiones de tierras sembradas con este producto, por lo cual se oía decir: -Las plataneras de santa Rosa-”.
En la década de 1940 al 1965, el municipio se caracterizó por el principal productor de TOMATE en todo el departamento de Bolívar. Los santa roseros fueron renombrados y conocido como los tomateros o tomates.
En la actualidad, Unidad Municipal de Asistencia Técnica Agropecuaria afirma que: El municipio de Santa Rosa de Lima por su posición estratégica le permite articularse, a través de la vía de la línea y la Cordialidad a toda la región, conectando cadenas productivas que generan la dinámica socioeconómica municipal. Los vínculos y las relaciones urbano-regionales que conforman el funcionamiento espacial están determinado por la alta movilidad de la población hacia Cartagena.
La base económica del Municipio se sostiene en una economía predominantemente agropecuaria, siendo el sector agrícola el que mayor mano de obra ocupa, en este sistema de producción se destacan los cultivos frutícolas (mango, guayaba, cítricos, papaya, tamarindo, níspero, plátano y zapote), hortalizas (berenjena, ají, habichuela, frijol, tomate, patilla, melón, etc.),   raíces y tubérculos como yuca y ñame asociados y/o intercalados con maíz.
El sector pecuario lo constituye la ganadería extensiva representada en (pequeñas, medianas y grandes ganaderías), de estas existe un alto porcentaje de la población bovina son para la producción de carne, también es de anotar la cría de especies menores como aves de corral, cerdos, caprinos y ovinos).
Otras fuentes de empleo lo constituyen el servicio de transporte entre Cartagena – Santa Rosa, el mototaxismo, el comercio informal conformado por las ventas de productos agropecuarios en los barrios de la localidad y Cartagena,   mercado de Bazurto de Cartagena, comercio interno de víveres y abarrotes sitios de diversión,  venta de electrodomésticos, ropas y textiles procedentes de diversas partes del país.
Pero en términos generales el comercio agropecuario se realiza con Cartagena, Barranquilla, Maicao, Medellín y otras regiones del país.
Las cercanías del municipio con los puertos fluviales de Cartagena, Barranquilla y Santa Marta, lo posicionan como un municipio estratégicamente ubicado para la instalación de medianas y grandes empresas dedicadas a la importación y exportación de diversos productos.
Actualmente, debido a lo anunciado anteriormente como son sus tierras fértiles y su alta vegetación, está creciendo la construcción de condominios, consolidándose en el futuro como una zona turística campestre.

## Estructura organizacional municipal
| Santa Rosa   | Santa Rosa  | Santa Rosa                 |
| Departamento | Código DANE | Categoría municipal (2023) |
| ------------ | ----------- | -------------------------- |
| Bolívar      | 13683       | Sexta                      |

- Personería: Es un centro del Ministerio Público de Colombia que ejerce, vigila y hace control sobre la gestión de las alcaldías y entes descentralizados; velan por la promoción y protección de los derechos humanos; vigilan el debido proceso, la conservación del medio ambiente, el patrimonio público y la prestación eficiente de los servicios públicos, garantizando a la ciudadanía la defensa de sus derechos e intereses.

- Concejo Municipal: Es la suprema autoridad política del municipio. En materia administrativa sus atribuciones son de carácter normativo. También le corresponde vigilar y hacer control político a la administración municipal. Se regulan por los reglamentos internos de la corporación en el marco de la Constitución Política Colombiana (artículo 313) y las leyes, en especial la Ley 136 de 1994 y la Ley 1551 de 2012.

Constituido por 11 concejales por un periodo de 4 años.
- Alcaldía Municipal: En esta se encuentra la administración municipal y las entidades descentralizadas del municipio.

El Alcalde se pronuncia mediante decretos y se desempeña como representante legal, judicial y extrajudicial del municipio. El actual Alcalde municipal es Harvis Bello Elles (2024-2027), elegido por voto popular.
- JAL.

## Servicios públicos
- Energía Eléctrica: Afinia, del grupo EPM, es la empresa prestadora del servicio de energía eléctrica.
- Gas Natural: Surtigas es la empresa distribuidora y comercializadora de gas natural en el municipio.